# Marie Gisèle Eleme Asse
Marie Gisèle Eleme Asse (* 13. November 1995 in Yaoundé) ist eine kamerunische Sprinterin.

## Sportliche Laufbahn
Erste internationale Erfahrungen sammelte Marie Gisèle Eleme Asse bei den Jugendweltmeisterschaften 2011 nahe Lille, bei denen sie im 200-Meter-Lauf das Halbfinale erreichte, in dem sie nicht mehr an den Start ging. Im Jahr darauf schied sie bei den Juniorenweltmeisterschaften in Barcelona in 25,12 s in der ersten Runde aus. 2015 erreichte sie bei den Afrikaspielen in Brazzaville über 100 und 200 Meter jeweils das Halbfinale und wurde mit der kamerunischen 4-mal-100-Meter-Staffel in 45,27 s Sechste. Auch bei den Afrikameisterschaften 2016 in Durban erreichte sie im 100-Meter-Lauf das Halbfinale, in dem sie mit 11,85 s ausschied und mit der 4-mal-100-Meter-Staffel in 46,23 s Rang sechs belegte. 2017 gewann sie bei den Islamic Solidarity Games in Baku in 46,78 s die Bronzemedaille hinter den Mannschaften aus Bahrain und Nigeria. Zudem wurde sie mit 11,99 s Achte über 100 Meter. Es folgte der Gewinn der Silbermedaille mit der Staffel und über 100 Meter bei den Spielen der Frankophonie in Abidjan. 2018 nahm sie erstmals an den Commonwealth Games im australischen Gold Coast teil, bei denen sie mit 11,88 s in der ersten Runde über 100 Meter ausschied. Zudem erreichte sie mit der kamerunischen 4-mal-100-Meter-Staffel in 45,24 s den sechsten Rang.

## Persönliche Bestzeiten
- 100 Meter: 11,59 s (−0,5 m/s), 24. Juli 2017 in Abidjan
- 200 Meter: 24,28 s (+0,8 m/s), 16. September 2015 in Brazzaville